# Haapajärvi (sjö i Finland, Södra Karelen)
Haapajärvi är en sjö i Finland. Den ligger i kommunen Villmanstrand i landskapet Södra Karelen, i den södra delen av landet, 200 km öster om huvudstaden Helsingfors. Haapajärvi ligger 43 meter över havet. I omgivningarna runt Haapajärvi växer i huvudsak blandskog. Den är 4 meter djup. Arean är 2,14 kvadratkilometer och strandlinjen är 12,82 kilometer lång. Sjön  ingår i Hounijokis huvudavrinningsområde. 